# Staff Responsible

Symbol der Betriebsart Staff Reponsible im Driver Machine Interface

Als Staff Responsible (Abkürzung SR, in Deutschland teils ETCS-Befehlsfahrt) wird im europäischen Zugbeeinflussungssystem ETCS eine Betriebsart bezeichnet, in der ein Triebfahrzeugführer ein Triebfahrzeug in einem ETCS-Ausrüstungsbereich vollständig unter seiner eigenen Verantwortung bewegen darf. Anlass für eine Fahrt in SR kann beispielsweise ein unklarer Fahrweg, eine fehlende Verbindung zum Radio Block Centre oder die Überschreitung eines Haltsignals sein. Auch zu Beginn einer Zugfahrt (Aufstarten/Start of Mission) kommt SR in bestimmten Konstellationen zum Einsatz.
SR ist einer von 17 Modes der aktuellen ETCS-Spezifikation. Er zählt zu den 7 Betriebsarten mit begrenzter Überwachung (partial supervision modes). Er steht in den Leveln 1, 2 und 3 zur Verfügung.
Das Fahrzeuggerät kann in SR eine begrenzte Überwachung bereitstellen, beispielsweise auf konstante Höchstgeschwindigkeit, einen bestimmten Weg, eine Liste erwarteter Balisen oder einen Haltbefehl („Stop if in SR“). Die in SR zulässige Geschwindigkeit kann durch Nationalen Wert (V_NVSTFF) festgelegt werden, dessen Standardwert 40 km/h beträgt. Die zulässige Distanz, die in SR zurückgelegt werden darf, wird durch den Nationalen Wert D_NVSTFF festgelegt, wobei keine Begrenzung voreingestellt ist. In der Betriebsart SR kann die zulässige Geschwindigkeit im Übrigen durch den Triebfahrzeugführer eingegeben werden, die Vorrang vor dem Nationalen Wert bzw. Standardwert hat. Die SR-Geschwindigkeit beträgt beispielsweise in den Niederlanden 40 km/h und in Spanien 100 km/h. In Deutschland (DB InfraGO) liegt die SR-Geschwindigkeit in Level 2 bei 40 km/h, in Level 1 (ETCS signalgeführt) bei 20 km/h.
Dem Triebfahrzeugführer obliegt in SR die Verantwortung, den Fahrweg zu prüfen. Mit der begrenzten Überwachung gehen Gefährdungen durch Fahrfehler des Triebfahrzeugführers einher, beispielsweise durch zu spätes Bremsen oder Wahrnehmungsfehler. DB Netz geht in einer Betrieblichen Gefährdungsanalyse zu ETCS Level 2 von 4 Annäherungen an ein Signal in der Betriebsart SR je tausend Stunden aus.
Bei Aktivierung der Funktion Override, die das Überfahren eines ETCS-Haltes ermöglicht (in Deutschland bei Fahrt auf Befehl 2; vergleichbar mit der PZB-/LZB-Befehlstaste), wechselt das Fahrzeuggerät ebenfalls in die Betriebsart SR. In Deutschland muss vor der nächsten ETCS-Halt-Tafel angehalten werden, falls kein erneuter Befehl gegeben wurde und auch keine Aufwertung (Wechsel in Betriebsart FS oder OS) erfolgt ist. In Betriebsart SR muss in Deutschland auf Sicht gefahren werden, außer der Triebfahrzeugführer wurde mittels Befehl 13 im betroffenen Abschnitt davon entbunden.

## Anwendungen

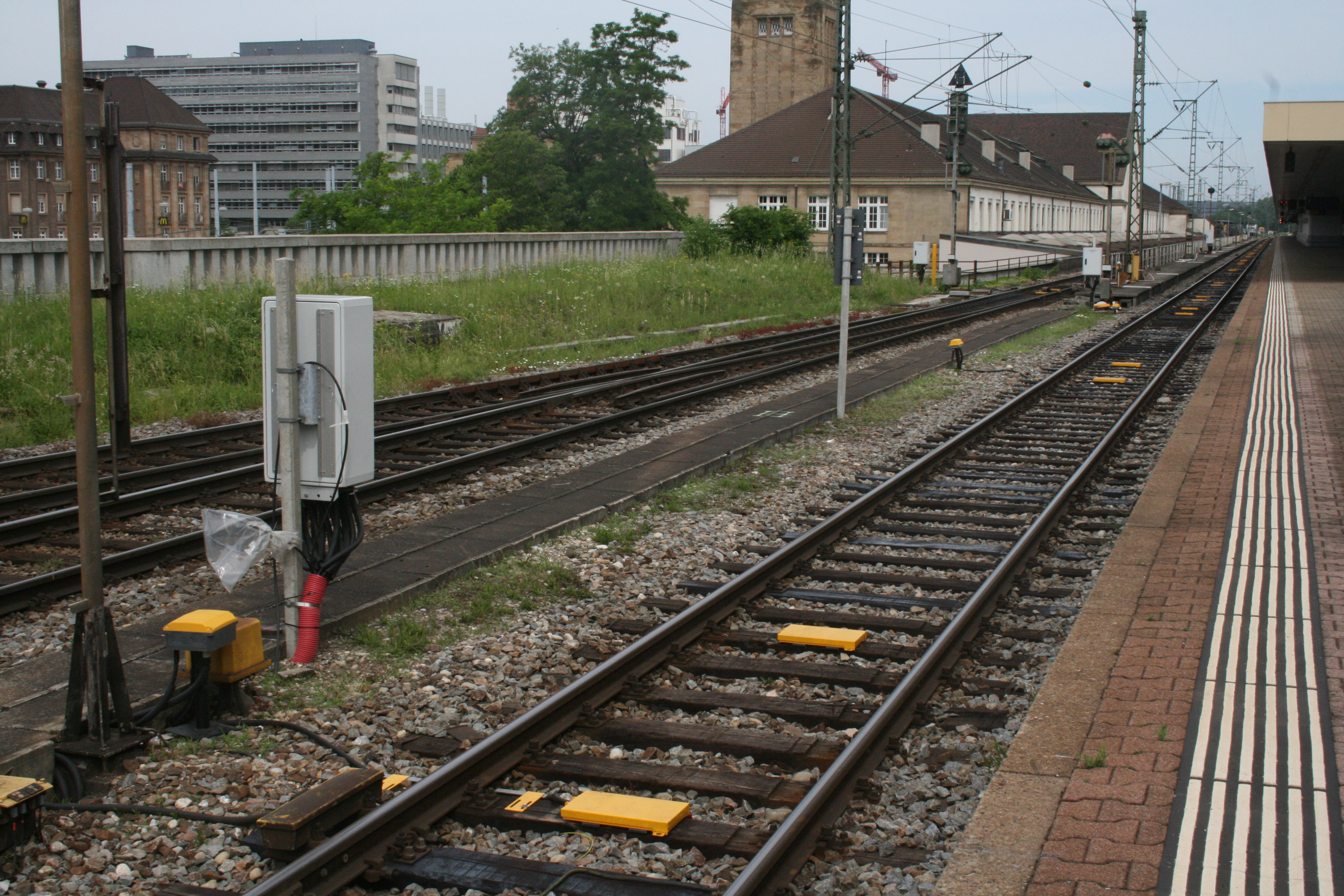
Überwiegend aus Aufstart-Datenpunkten bestehender „Balisenteppich“ in Basel Badischer Bahnhof

SR kommt beim Aufstarten (das heißt dem Beginn einer Fahrt in ETCS) in verschiedenen Szenarien zur Anwendung, wenn notwendige Informationen für den Start in anderen Betriebsarten nicht vollständig vorliegen oder betriebliche Regeln dies erfordern. Fahrterlaubnisse in der Betriebsart SR werden, je nach Infrastrukturbetreiber, in verschiedenen Varianten erteilt. Teils wird eine Liste von Balisen ergänzt, die vom Zug überfahren werden dürfen, teils wird mit der Fahrterlaubnis eine Textmeldung geschickt, die den Triebfahrzeugführer auffordert, den Fahrdienstleiter zu kontaktieren. Auch für die Aufwertung aus der Betriebsart SR in die Betriebsarten FS oder OS gibt es bei verschiedenen Infrastrukturbetreibern unterschiedliche Ansätze. Teils ist der freie vorausliegende Fahrweg durch den Triebfahrzeugführer zu bestätigen (Track Ahead Free Procedure), teils erfolgt die Aufwertung innerhalb einer bestimmten Distanz vor einem fahrtzeigenden Signal, teils wird die Fahrterlaubnis sofort erteilt, wenn bestimmte Kriterien erfüllt sind.
Der Beginn von Zugfahrten in Level 1 LS in Deutschland (ETCS signalgeführt) erfolgt in SR mit zulässigen 40 km/h. Damit ein Zug diese 40 km/h am Signal nicht erreichen kann, werden im Bereich mit möglichen Startplätzen bis zu 5 Start-Balisengruppen verlegt, um in diesen Fällen eine restriktivere Fahrterlaubnis zu übertragen. Die Balisengruppen sind so zu verlegen, dass alle Anfahrszenarien abgedeckt werden können.
Im Netz der Deutschen Bahn kommandieren Datenpunkte vom Typ 21 (DP 21) in SR fahrenden Zügen an bestimmten Signalen Halt. Mit dem Datenpunkt 26 (DP 26) wird die zulässige Geschwindigkeit zuvor von 40 auf 20 km/h herabgesetzt. Dieser Datenpunkt soll an allen Signalen, an denen Fahrstraßen enden und der Gefahrpunktabstand kleiner als 325 m ist, angeordnet werden. Er soll dabei mindestens 720 m vor dem Signal geplant. Er soll dabei sicherstellen, dass die in SR zulässige Geschwindigkeit bei ETCS-Befehlsfahrten 100 m vor dem Ziel von 40 km/h auf 20 km/h abgesenkt wird. In mit Hochleistungsblock unterteilten Gleisen kann dieser Datenpunkt maßgeblich zu „Balisenteppichen“ beitragen. Mittels einem Nachweis einer hinreichend geringen Wahrscheinlichkeit einer SR-Fahrt, beispielsweise durch Berücksichtigung von Cold Movement Detection, könnte auf derartige Balisen potenziell verzichtet werden. Bei der Digitalen S-Bahn Hamburg wird die SR-Geschwindigkeit hingegen (mittels eines gesonderten DP 76) an Orten, an denen ein 500-Hz-Magnet der PZB verlegt ist, so abgesenkt, dass am Signal in SR höchstens noch 15 km/h zulässig sind.
Im Verkehrsprojekt Deutsche Einheit Nr. 8 sollte, nach dem Planungsstand von 2012, mit SR eine Punktförmige Zugbeeinflussung bei unterbrochener RBC-Fahrzeug-Verbindung nachgebildet werden. Dazu sollte die mit SR überwachte Geschwindigkeit außerhalb von Betriebsstellen mit Weichen auf 160 km/h heraufgesetzt werden. Mittels in Balisen enthaltener Geschwindigkeitsrestriktionen sollte die Geschwindigkeit rechtzeitig vor der nächsten Betriebsstelle herabgesetzt werden. Die entsprechenden Datenpunkte sollten mittels Maskierung nur in SR gelesen werden. Nach dem Lastenheft von 2018 war vorgesehen, den Nationalen Wert für die zulässige SR-Geschwindigkeit auf 100 km/h heraufzusetzen, wenn der Zug mit seiner gesamten Länge den anschließenden Weichenbereich verlassen hat. Gleichzeitig sollte die zulässige Geschwindigkeit mit Wirkung 250 m vor der nächsten ETCS-Halttafel auf 40 km/h abgesenkt werden. Das Verfahren ging nicht in Betrieb.